# Chukwubuikem Ikwuemesi
Chukwubuikem Ikwuemesi, né le 5 août 2001 à Lagos au Nigeria, est un footballeur nigérian qui évolue au poste d'avant-centre à l'OH Louvain.

## Biographie

### En club
Né à Lagos au Nigeria, Chukwubuikem Ikwuemesi joue pour le club local du Olive Charles Academy avant de rejoindre le Giant Brillars.
En 2022, il rejoint la Slovénie en signant avec le NK Krško.
Le 2 juillet 2022, Chukwubuikem Ikwuemesi rejoint un autre club slovène en s'engageant pour trois ans avec le NK Celje.
Ikwuemesi se fait remarquer le 21 août 2022 en inscrivant deux buts contre le NK Maribor, en championnat. Il s'agit de ses deux premiers buts pour le club. Les deux équipes se partagent les points ce jour-là (1-1 score final).
Le 18 août 2023, Chukwubuikem Ikwuemesi rejoint l'Italie afin de s'engager en faveur de l'US Salernitana. Il signe un contrat courant jusqu'en juin 2027.
Il joue son premier match sous ses nouvelles couleurs le 28 août 2023, lors d'une rencontre de championnat face à l'Udinese Calcio. Il entre en jeu et les deux équipes se neutralisent (1-1 score final).

### En sélection
Chukwubuikem Ikwuemesi représente l'équipe du Nigeria des moins de 20 ans, jouant trois matchs en 2020.